# Madeira (wuxing)
Na filosofia chinesa, a madeira, às vezes traduzida como árvore,  é um dos cinco conceitos que conformam o wuxing. É o crescimento da matéria, ou o estágio de expansão da matéria.  A madeira é o símbolo yang menor do caráter Yinyang, alimentando o Fogo. Representa a primavera, o leste, o planeta Júpiter, a cor verde, o clima ventoso e o Dragão Azul (Qing Long) em Quatro Símbolos. As cores azul e ciano também representam madeira.

## Atributos
No pensamento taoísta chinês e na medicina tradicional chinesa, os atributos da madeira são considerados força e flexibilidade, assim como no bambu. Também está associado a qualidades de cordialidade, generosidade, cooperação e idealismo. A pessoa Madeira será expansiva, extrovertida, socialmente consciente e corajosa, mas quando se sentir confinada, reprimida ou incompreendida pelos outros, pode ficar facilmente frustrada e irritada. O elemento madeira é aquele que busca maneiras de crescer e se expandir. A madeira anuncia o início da vida, o amanhecer, a primavera e os brotos, a sensualidade e a fecundidade. A madeira precisa da umidade da água, seu elemento da fase anterior, para prosperar.
Na medicina chinesa, a madeira é associada a sentimentos negativos de raiva, desesperança e sentimentos positivos de otimismo, coragem, paciência e à virtude da benevolência (Ren 仁). A alma associada à madeira é o Hun (魂).
Os órgãos associados a esse elemento são o órgão Zung, o fígado (yin), e o órgão Fu, a vesícula biliar (yang), o gosto azedo, o cheiro rançoso, também os olhos e os tendões.